# Сувлакі

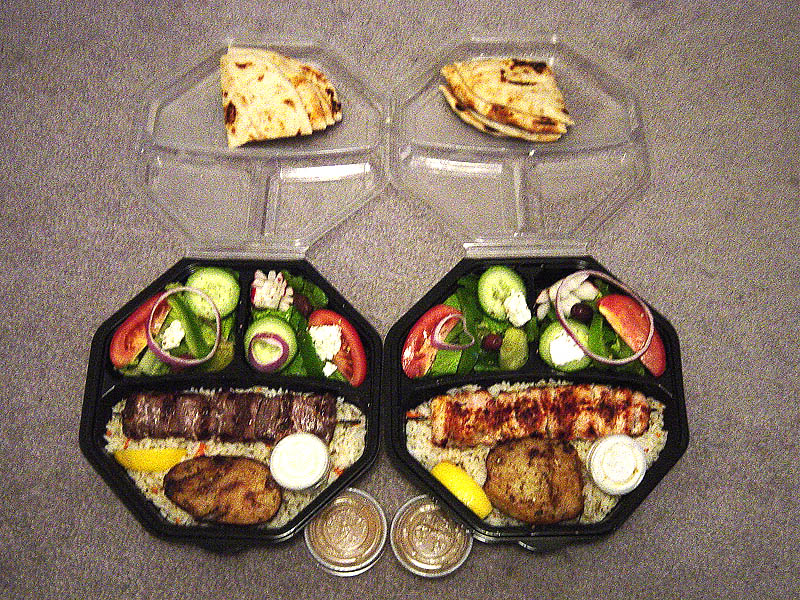
Набір для самостійного приготування «сувлакі в піті»

Сувла́кі (грец. σουβλάκι) або сувла́кія — популярна грецька закуска, яка складається з маленьких шматочків м'яса та овочів, підсмажених на грилі. Зазвичай страва подається гарячою на шампурах як шашлик, який викладають на піту з гарніром та соусом, або на невелику тарілку з картоплею фрі та пловом. В Греції та на Кіпрі сувлакі традиційно готується зі свинини, однак, в деяких регіонах, за сучасним рецептом все частіше використовується курка. В інших країнах, а зокрема для туристів, для приготування страви, свинину можуть замінити яловичиною, ягнятиною та, інколи, навіть рибою (особливо рибою-меч).

## Походження назви
Термінологія сувлакі та варіантів приготування цієї страви — досить суперечлива та заплутана. В залежності від контексту, термін «сувлакі» повинен позначати кожен варіант приготування страви. Проте, в деяких регіонах та ресторанах, вживається слово кебаб, щоб позначити якийсь окремий рецепт сувлакі (наприклад з овочами на рашпері), але по суті воно є лише її синонімом.
Слово сувлакі — димінутив від сувла (рожен), яке походить від латинського subula (шило).

## Історія виникнення страви
В Греції, страва сувлакі була відома ще за часів античності, але мала назву — οβελίσκος (obeliskos), змен. від όβελος (obelos), «рожен», та неодноразово згадувалась в працях Арістофана («Ахарняни» (425 до н. е.), «Хмари» (423), «Оси» (422), «Птахи» (414)), Ксенофонта («Грецька історія»), Аристотеля («Політика») та ін. Рецепт з хлібом та м'ясом, який дещо нагадує сучасний варіант приготування сувлакі з пітою, також згадується в праці грецького оратора Афінея «Бенкет мудреців», в якій тарілку він називає kandaulos. Однак, ймовірно, що те смажене на рашпері м'ясо, яке сьогодні нагадує рецепт сувлакі з пітою, було улюбленою стравою в Стародавній Греції, щонайпізніше за часів Гомера.

## Каламакі
Каламакі — синонім сувлакі, який більш властивий жителям Афін, щоб відрізнити від інших видів страви. Для приготування каламакі м'ясо нарізають маленькими шматочками та ставлять на ніч в маринад, який складається з лимонного соку та оливкової олії з додаванням місцевих грецьких приправ та спецій — орегано, м'яти, чебрецю тощо. Потім м'ясо солять та перчать і смажать на дерев'яних шампурах.